# KDE Plasma 6
KDE Plasma 6 (ケーディーイー・プラズマ・シックス) は、第6世代のKDEデスクトップ環境である。KDE Plasma 6はKDE Plasma 5の後継で、2024年2月28日に最初のバージョンがリリースされた。

## 概要
KDE Plasma 6は、KDE Plasma 5から進化した第6世代のデスクトップ環境で、Qt 6とKDE Frameworks 6を基盤として構築されている。Waylandのサポートが強化されており、デフォルトでの使用が推奨されている。新たなアニメーションとエフェクトが導入され、ユーザーインターフェースのデザインがより洗練され、アプリケーション間の遷移やウィンドウの動きがより滑らかになった。それ以外にもカラー管理の強化、HDRサポートの拡張、視覚障害者向けの補正カラー フィルターの追加、デスクトップ切り替え時のスクロール領域の挙動変更などの様々な変更が施された。

## 変更点

### ディスプレイサーバ
KDE Plasma 6は、X11の代わりに新しいディスプレイサーバであるWaylandをデフォルトで採用しており(X11も使用可能)、使用が推奨されている。これにより、より効率的な描画とセキュリティの向上が図られた。

### 新しいアニメーションとエフェクト
Plasma 6では、ウィンドウの切り替え、最小化、最大化時のアニメーションが改善され、よりスムーズな動きを実現している。ウィンドウには強化されたドロップシャドウ効果が追加され、ウィンドウが浮いているような視覚効果がさらに強化されている。ウィンドウの透過や背景ぼかしなどの透明効果も改善され、よりリアルで魅力的なデザインが実現されている。

### パフォーマンス
KDEアプリケーションで使用される設定ファイルの検索速度が35%から40%向上し、設定変更やアプリケーションの起動処理が最適化された。システム設定インターフェースの応答性が向上し、Discoverアプリケーションマネージャーの起動時間が短縮され、ユーザーエクスペリエンスが改善されている。

### デフォルトテーマ
新しいデフォルト設定として、パネルがフローティング形式で表示されるようになった。透過効果の強化が行われ、視覚的に美しく、スタイリッシュなデザインが提供されている。ユーザーが透明度を調整することも可能。

### アプリケーション
Plasma 6では、Dolphinでのツールバーやステータスバーのボタンをキーボードから操作できるようになった。Discoverでもユーザーインターフェースが改良され、背景色の変更、アプリケーションカードの配置改善、サイドバーの動作更新などが行われた。

## 評価
KDE Plasma 6は、ユーザーエクスペリエンス、パフォーマンス、カスタマイズ性において改善が評価されている。特に、フォントレンダリング、Waylandサポート、デスクトップの応答性が向上し、全体的な使用感が改善されている。ただし、起動直後のメモリ使用量が約1300MBに達し、従来のPlasma 5と比較して増加している点が一部のユーザーにとって懸念事項となっている。ただ、Plasma 6は、ユーザーインターフェース、パフォーマンス、カスタマイズ性において改善が見られており、KDE Plasma 6に対する評価は全体的に好意的である。

## バージョン履歴
| バージョン                                             | リリース日    | おもな新機能と変更点 |
| ------------------------------------------------------ | ------------- | --- |
| 6.0                                                    | 2024年2月28日 | Qt 6とKDE Frameworks 6を採用。デフォルトのディスプレイサーバにWaylandを採用、ルック＆フィールに大幅な変更。 |
| 6.1                                                    | 2024年6月18日 | リモートデスクトップの統合。 カスタマイズ機能の拡充、セッションの復元機能の改善。 |
| 6.2                                                    | 2024年10月8日 | 描画タブレットのサポート向上、電源管理の改善、アクセシビリティの向上、ユーザーインターフェースの改良。 |
| 6.3                                                    | 2025年2月11日 | グラフィックと表示の改善、システムモニタリングと通知の強化、Kickoffメニューのアイコン表示。 |
| 6.4                                                    | 2025年6月17日 | セッション復元プロトコル、時刻に応じて自動に壁紙を変更する機能の追加、タイリング機能、システムトレイ機能の強化、改良。デスクトップのレイアウト変更機能の増加、タッチスクリーンのバグ修正、外部のマウントされたファイルシステムのエラーチェック機能の追加 |
| 凡例サポート終了サポート中現行バージョン将来のリリース |               | |

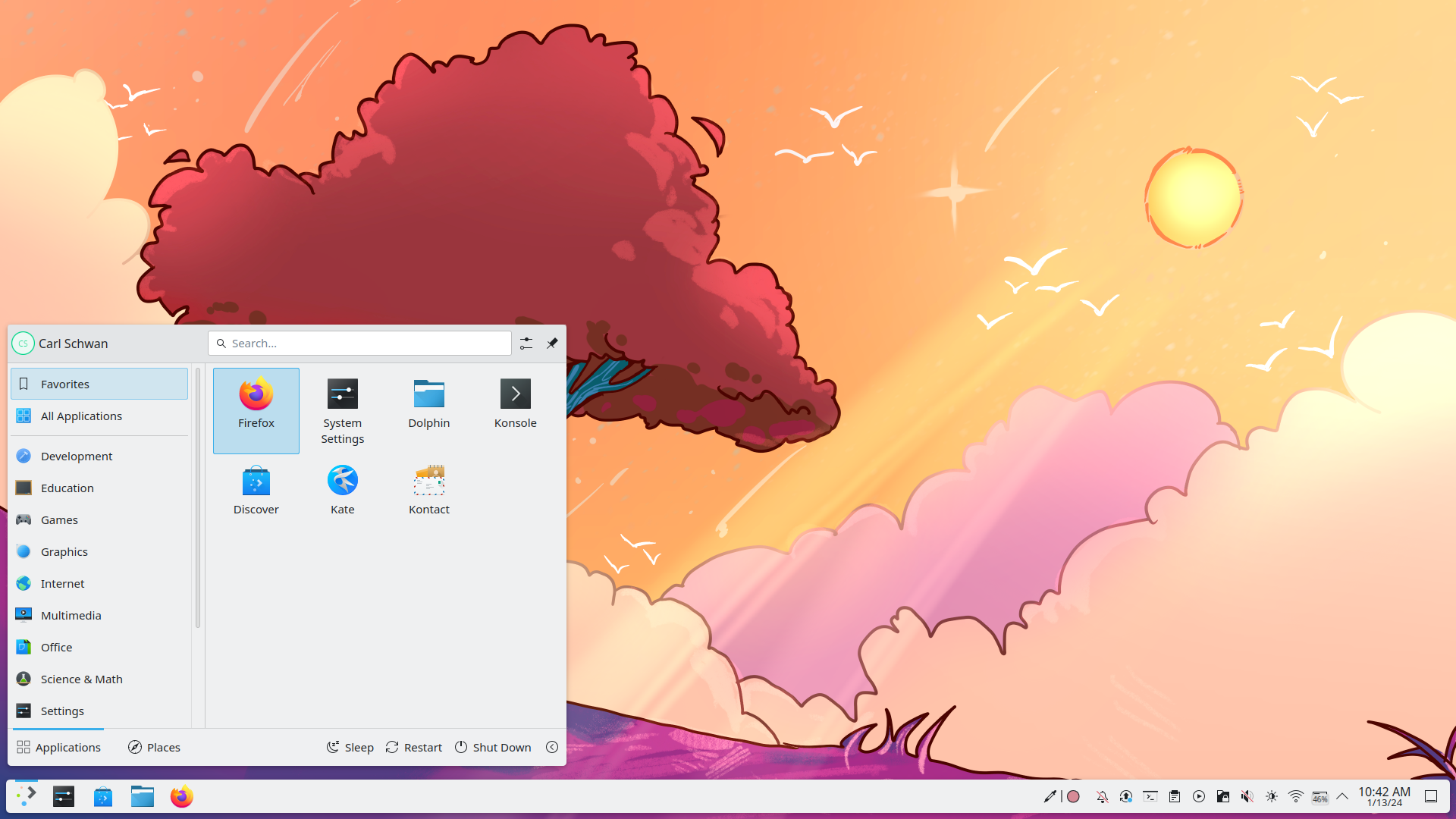
KDE Plasma 6.0
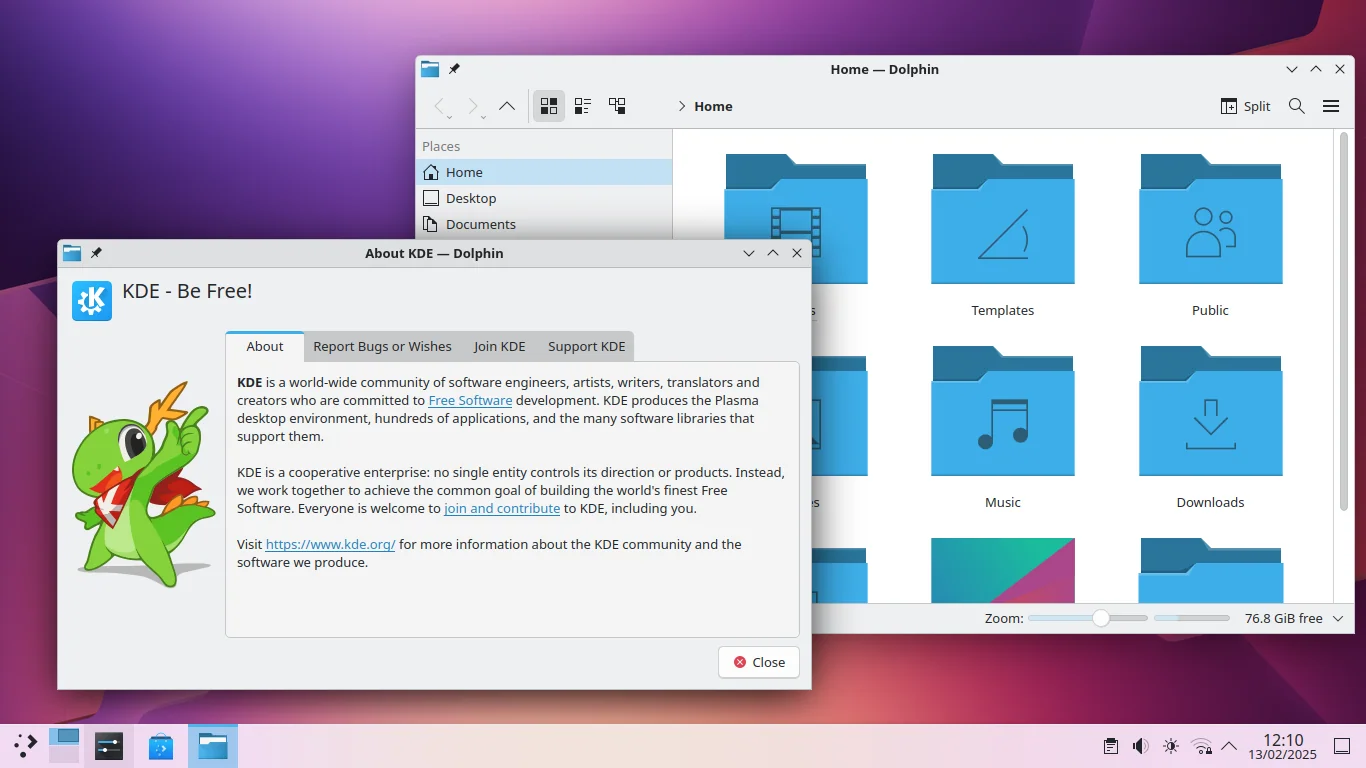
KDE Plasma 6.3